# Мессина, Сальваторе
Сальваторе Месси́на (итал. Salvatore Messina; 1876 — 3 февраля 1930) — итальянский дирижёр и композитор.

## Биография
Родился в провинции Кальтаниссетта. На протяжении жизни выступал как дирижёр и хормейстер на многих оперных сценах мира, от Большого театра в Москве до Театра «Колон» в Буэнос-Айресе; в 1920-е гг. работал также в миланском музыкальном издательстве Ricordi. Написал вокальные циклы на слова Мориса Метерлинка и Рабиндраната Тагора, переложил для двух фортепиано Токкату для фортепиано с оркестром Отторино Респиги. В последние годы жизни работал над оперой «Насмешки над Дон Кихотом» ( La Beffa a Don Chisciotte, либретто Этторе Романьоли), которая в 1929 году была избрана комиссией во главе с Пьетро Масканьи лучшей на конкурсе Римской королевской оперы и назначена к постановке, однако Мессина умер, не успев завершить оркестровку и получить премию. Сюита из оперы была оркестрована и записана в 2001 году дирижёром Паоло Пессиной.